# Tasiocera tenuicornis
Tasiocera tenuicornis är en tvåvingeart som beskrevs av Frederick Askew Skuse 1890. Tasiocera tenuicornis ingår i släktet Tasiocera och familjen småharkrankar. Inga underarter finns listade i Catalogue of Life.